# Vera Kummerfeldt
Veronika Kummerfeldt (Wrocław, 11 april 1935) is een atleet uit Duitsland.
Ze werd geboren in Breslau (Wrocław) en haar ouders verhuisden naar Noordrijn-Westfalen.
Kummerfeldt werd drie maal West-Duits kampioene op de 800 meter: in 1959, 1960 en 1962.
Op de Olympische Zomerspelen van Rome in 1960 liep Kummerfeldt voor het Duitse eenheidsteam op de 800 meter.
Ze liep een tijd van 2:07,34 in de kwalificatieronde, en 2:06,07 in de finale, waarmee ze vierde werd.